# الاتفاقية التجارية الألمانية-السوفييتية (1940)

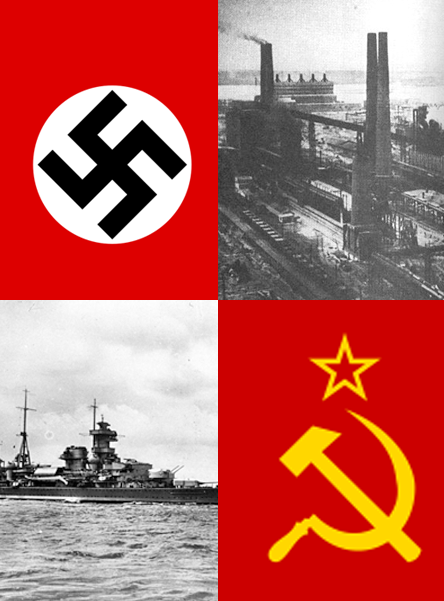

الاتفاقية التجارية الألمانية-السوفييتية للعام 1940 (والتي تُعرف أيضًا باسم الاتفاقية الاقتصادية، في 11 فبراير 1940، بين الرايخ الألماني واتحاد الجمهوريات الاشتراكية السوفييتية)، هي اتفاقية اقتصادية بين الاتحاد السوفييتي وألمانيا النازية وُقّع عليها في 11 فبراير 1940. وفقًا لبنودها، وافق الاتحاد السوفييتي، بالإضافة إلى عمليات التسليم بمقتضى الاتفاقية التجارية الألمانية-السوفييتية الموقّعة في 19 أغسطس 1939، على  تصدير بضائع (النفط، والمواد الخام والحبوب) بقيمة تراوحت بين 420 إلى 430 مليون مارك رايخ في الفترة الواقعة بين 11 فبراير 1940 حتى 11 فبراير 1941.
اتُفق فيما بعد على سياسة شحن عبر أراضي الاتحاد السوفييتي لبضائع اشترتها ألمانيا من بلدان طرف ثالث. تابع البَلدان العمل على بنود الاتفاقية وحلّ غيرها من المسائل العالقة من خلال الاتفاقية التجارية والحدودية الألمانية-السوفييتية في 10 يناير 1941. في يونيو 1941، غزت ألمانيا أراضي الاتحاد السوفييتي في خرق صريح لاتفاق مولوتوف-ريبينتروب، وهكذا انتهت جميع الاتفاقيات الاقتصادية بين البلدين.
من يناير 1940 وحتى تاريخ الغزو الألماني، صدّر الاتحاد السوفييتي بضائع بقيمة تُقدّر بـ597.9 مليون مارك رايخ إلى ألمانيا. بلغت قيمة الشحنات الألمانية 437.1 مليون مارك رايخ. واصلت الاتفاقيات صلاحية العلاقات الاقتصادية النازية-السوفييتي ونجم عنها تسليم كميات ضخمة من المواد الخام إلى ألمانيا، بما فيها ما يزيد عن 900.000 طن من النفط، و1،600،000 طن من الحبوب، و140،000 طن من خام المنغنيز.
تلقى الاتحاد السوفييتي الطراد البحري لوتزو غير المكتمل من فئة طراد الأدميرال هيبير، ومخطوطات بناء السفينة الحربية بيسمارك، ومعلومات عن الفحوصات البحرية الألمانية، و«الآلية الكاملة لسفن مدمّرة كبيرة»، ومدافع بحرية ثقيلة، وغيرها من العتاد البحري، وعيّنات عن أحدث 30 طائرة ألمانية، بما فيها مقاتلات بي إف 109، وبي إف 110، وجو 88، وقاذفات قنابل دو 215. إضافة إلى ذلك استلم الاتحاد السوفييتي معدات نفطية وإلكترونية، وقطارات، وعَنَفات، ومولّدات كهربائية، ومحركات ديزل، وسفنًا، وأدوات آلية، وعينات عن المدفعية، والمتفجرات، ومعدات الأسلحة الكيماوية الألمانية وغيرها.
دعمت المواد الخام التي تحصّلت عليها ألمانيا من الاتحاد السوفييتي بمقتضى اتفاقية العام 1940 دعمت المجهود الحربي الألماني المعادي للاتحاد السوفييتي اعتبارًا من العام 1941. على وجه التحديد لم يُكن مخزون ألمانيا من المطاط أو الحبوب ليكفيها كي تقوم بعملية غزو الاتحاد السوفييتي لو لم يكن السوفييت قد صدّروا هذه المنتجات إلى ألمانيا سابقًا.

## خلفية

### قبل العام 1939
شكّلت الاتفاقية الاقتصادية الألمانية-السوفييتية في 12 أكتوبر 1925 الأساس التعاقدي للعلاقات التجارية مع الاتحاد السوفييتي. إضافة إلى التبادل الطبيعي للبضائع، فقد اتّبعت الصادرات الألمانية إلى الاتحاد السوفييتي منذ البداية نظامًا فاوضت على تفاصيله البعثة التجارية السوفييتية في برلين، وبمقتضى ذلك النظام مُنح الاتحاد السوفييتي اعتمادات لتمويل الطلبات الإضافية في ألمانيا، والتي فاوضت البعثة التجارية السوفييتية على كمبيالاتها التي جاز دفعها بمارك الرايخ.
أدى التبادل التجاري مع الاتحاد السوفييتي، والذي شجعت بداياتِه عملياتُ الائتمان، أدى إلى تبادل نشيط للبضائع، وبلغ ذروته في العام 1931. رغم ذلك، ففي بداية عقد الثلاثينيات من القرن العشرين، انخفضت الواردات السوفييتية عندما صعد للسلطة النظام الستاليني ذي النزعة الانعزالية، وأدى الالتزام المتهلهل لألمانيا ببنود نزع السلاح في معاهدة فيرساي إلى تقليل اعتماد ألمانيا على الواردات السوفييتية. إضافة إلى ما سبق، نجم عن صعود الحزب النازي في السلطة إلى زيادة التوترات بين ألمانيا والاتحاد السوفييتي.
في منتصف الثلاثينيات من القرن العشرين، بذل الاتحاد السوفييتي محاولات متكررة لإعادة مد جسور العلاقات مع ألمانيا. كان ما يطمح إليه السوفييت بشكل رئيسي هو دفع الديون المستحقة من التبادلات السابقة للمواد الخام؛ وبالنسبة لألمانيا، فإنها كانت تطمح إلى إعادة التسلح، فوقّع البلدان اتفاقية ائتمان في العام 1935. استُكملت «عملية الائتمان الرابع، الصفقة الخاصة للعام 1935» في 4 أبريل 1935. ووضعت تحت تصرف الاتحاد السوفييتي حتى 30 يونيو 1937، قروضًا بقيمة 200 مليون مارك رايخ تُستوفى في الفترة من 1940 حتى 1943. وظّف الاتحاد السوفييتي 183 مليون مارك رايخ من هذا الرصيد. جرت تصفية الرصيد السابق، ما عدا 5 ملايين مارك رايخ، والتي استوجب استيفاؤها في العام 1938.